# 乃木坂春香的秘密
《乃木坂春香的秘密》是由Media Works電擊文庫發行，五十嵐雄策所作的戀愛喜劇類型輕小說系列作，小說內的插圖由SHAA所繪制。正篇劇情共15冊，第16冊為後日談或番外篇，全套總計有16冊。中文版由台灣角川翻譯出版。
除了輕小說，本作也被改編成其他類型的作品。漫畫版本由深山靖宙作畫，從2006年10月起在《電擊萌王》連載。電視動畫於2008年7月至9月播出第1期；2009年10月至12月播出第2期。此外，改編的遊戲也在2008年夏季推出。

## 故事大綱
就讀於私立白城學園高中的男主角綾瀨裕人，有一位同班同學乃木坂春香，是一位容姿端麗、才色兼備的深閨型千金小姐，有「白銀星屑」、「琴鍵上的公主」（鍵盤上の姫君）等多種美稱的學園偶像。但是，某天當裕人代替好友朝倉信長去圖書館還書時，不小心發現了她不為人知的秘密。事實上，她是一位…秋葉原系。不小心知道這個秘密的裕人，在不知不覺中開始和春香有了交流……

## 登場人物
聲優陣容在廣播劇、動畫版皆為同一位。

### 主角
綾瀨裕人（聲優：羽多野涉／幼年時聲優：生天目仁美）
本作的主角。白城學園高中二年級，3月14日生，身高170cm，血型O型。是位成績中等、平凡不過的高中生，因為家庭環境和成長過程使他對女性的期待和興趣本來就不大，但後來因為不小心知道了春香的秘密和她真實的一面之後，彼此開始變得親暱。因為如此，他也屢次地被其他不知情的學生們給盯上。家族成員有父母親和姊姊瑠子，但父母親為了工作而常常不在家。
對有困難的人——儘管那人個性很爛——無法坐視不管，亦因此常常捲入事件當中。讀書和運動普普通通，在姊姊與她的好友的長年威脅鍛鍊之下，多數家事和精神耐力則異常出眾，甚至連按摩也有兩手，更因此被良子給了個「ＫＯＳＭＯ」的封號（原作原文為ＫＯＳＭ，詳述見良子的部分）。故他是雙親長時間不在的綾瀨家的唯一入廚者，不知是否因此而使他對於家電、廚具等等甚有認識。另外還因模仿動物（如斗篷蜥、白熊等）的叫聲非常像而獲身邊的好評，甚至連動畫的配音組也有意留角色給他聲演。
緊要關頭時仍有著反抗強權的勇氣，該行動的時候也會作出相應的行動，故其品格得到不少人的好評。例如在女僕×管家親睦會上的仗義執言，使他贏得了全場管家和女僕的崇敬。
實際上，他就是讓小時候的春香成為秋葉原系的罪魁禍首，亦即當年在黃昏的公園內把信長買得的第三本《Innocent Smile》創刊號贈予春香的人，不過春香卻不知道。而不知為何，他平常所戴的眼鏡也總是會害他被外人誤會為變態或是可疑人物。另又因被信長強逼而擁有一手操控抓玩偶機的技巧，似乎對機械方面的知識極度豐富。
至目前為止，他與日本四大豪門裡的其中三家的千金皆建立了良好的關係，並被投以相當的好感。
在小說第12集裡，被椎菜告白後開始認真地確定了自己對春香的心意，並拒絕了椎菜的交往請求。
在小說第14集中與春香、三阿達、信長及椎菜等人同升上高中3年3班，並在夏同人展結束後向春香告白成功並獲接納。其後在第15集中通過玄冬夫婦設下的考驗，被正式承認為準女婿。其父後來在面見春香時也有指責他的優點和缺點都是獨立性強不易依賴別人，春香力求表現最終也獲得裕人父母首肯承認為未來兒媳。
現正接受玄冬的地獄式帝王學課程，在升上大學的三年間變得更嚴苛並因春香忙於世界巡迴演奏活動而一直沒有見面。
本作是以他為第一人稱進行的。
最後曾因玄冬買來的天狗面具擊中而穿越到十年後的時空。經十年後的美夏獲悉，自己在高中畢業、唸大學的三年後正式與春香結婚，成為了乃木坂當家的繼任人需經常出訪（當時正出差與天王寺當家（即冬華）洽談）。十年後的春香評為「男人的楷模」。婚後七年春香始懷上女兒，並與春香一致同意取名為『未來』。
在續篇《乃木坂明日夏的秘密》中，變成了一個肌肉男。個性也變得像其岳丈玄冬一樣，成為了重度女兒控。
乃木坂春香（聲優：能登麻美子）
10月20日出生。身高155cm。B83/W54/H81。血型A型。（小說版是在2005年迎來17歲生日，動畫版是2008年。）
本作的女主角。也是裕人的同班同學。個性溫厚，對誰都是以「恭恭敬敬」的方式說話。是誇耀能撼動世界的乃木坂財閥家族的千金，擁有「白銀星屑」別號的學園偶像，粉絲俱樂部據聞人數超過三位數亦即校內過半學生，有趣的是連年老的校長也被她的風采迷倒而加入了俱樂部。
她是個容姿端麗、才色兼備的深閨型千金小姐，有在國際的鋼琴發表會上拿到優勝的能力，一度被稱為「鍵盤上的公主」（鍵盤上の姫君）。
事實上，她其實也有「秋葉原系」那樣熱愛動漫的一面。可是在中學時期，興趣曾經隱藏失誤而曝光，因而被過去的朋友和同學蔑視疏遠，故至今仍害怕著被他人知道她的秘密，並為此而放棄在大小姐名校聖樹館升讀高中，而改為轉校至白城學園。秘密被裕人知曉後，兩人多了許多諸如兩人同逛秋葉原、參加同人誌展等活動。本來對家人也是隱瞞著興趣的（事實上除了雙親之外的其他人早就知道了），被玄冬識破並受到否定時也因裕人和秋穗的說服而最終獲得認同。對校內更是完全隱瞞，然而在升上高三後的某天卻因自己的迷糊而使興趣再次完全曝光，但因裕人的存在下能夠非常冷靜地應對，其興趣更獲得以椎菜為中心起的全班同學的肯定而得以收場。在夏同人展時，經她的新同學澤北幸子的善意安排下和聖樹館的朋友們再會，春香雖因此大為動搖，在裕人的支持下自她們口中得悉當時的真相後與她們和解、並最終克服了心靈創傷。經歷如此多的事情後她自己也成長了許多。
與裕人相識成友的契機是在學園的圖書室借出《INNOCENT SMILE》時被他發現。裕人絲毫不帶任何偏見在她的興趣上，甚至在各個方面也給予支持，於是使她深深地喜歡上裕人，也讓她極度性依賴裕人；亦因她對裕人的瞭解，對於無故狠批裕人的人會不留情面（後述）。然而作為使她成為秋葉原系的主因的、小時候所見的少年就是裕人的這件事，春香卻完全不知情，但至今仍珍視當年他所送的《INNOCENT SMILE》創刊號。對於美夏對裕人的各種撒嬌行徑當初並無特別反應，對於情感方面可謂非常遲鈍，態度也頗為消極。自經過第四集的誤會事況的衝擊起，開始漸漸意識到裕人對自己而言是「特別的、重要的、不可替代的寶物」般的存在。至第十一集中才開始有改為較積極的趨向，並在第十四集升上高三、夏同人展結束後接受了裕人的告白。
成績頂尖且經常都維持學年第一名，在各種技藝方面也有極高的造詣水平，如花道、外語、書法（五歲已可寫得有如老練書法家般的字）、廚藝（獲得某著名食家的五星級評價、擁有廚師執照）等等。亦因如此，平常的日程安排得非常密集，據那波和美夏所言，最誇張的程度是一天內坐飛機在世界各地到處走。在校內文化祭選美連續兩年蟬聯冠軍（漫畫版棄權，改由椎菜奪得），其外貌和才藝甚至獲得藝人公司的挖角並引發一連串事件。另外，她亦持有「乃木坂流古武術」的代理師傅級資格。
在看人方面，比起樣貌家世等外在條件，她更著重個人的性格，並以人格為第一優先考量，因此對帥哥接近完全免疫。反而若有人不知裕人的優良人格就出言侮辱的話則會表現不高興，例如修斗曾於她面前公然出口侮辱為她開脫的裕人而惹怒她，就被她用「星屑迴轉」打飛得很慘；另外在某次廣播劇中甚至連瑠子、由香里、美夏、女僕們和母親秋穗也對她的怒火退避三舍，是一旦（事關裕人受不合理對待時）生氣起來會很可怕的人。
基本上，她是十全十美的，但不知為何地，都沒發覺到自己的繪畫能力極端地差勁，也有黑暗恐懼症、怕鬼之類的一面。平時，會下意識像個富家千金地行事，實際上卻是個相當迷糊、冒失的女孩。當只有在信任的人面前，才會展現真實的自我。在冬同人誌展時和裕人一起協助信長當參加社團的看攤角色，並在當時以「H&Y」的社團名將自己畫的同人誌託售。在升上高三後便正式建立起社團，決定製作同人遊戲並在第一次參展的夏同人展中販售（題材為魔法少女），在各方合力之下花了半年終於成功完成製作。雖然在開賣初時經歷苦戰，但在裕人的跟進和以美夏為首起的合力下終於成功售清。
第14集經玄冬的電話獲知她將和某人結婚的消息。但實際上是玄冬夫婦為她和裕人設下的考驗關卡。裕人成功通關被承認為正式準女婿。
高中畢業三年後與裕人正式註冊結婚並接掌乃木坂家。她成為了一家餐館和鋼琴廊的負責人，並在婚後七年懷上女兒。由於裕人私下提過，唯有她和葉月知道十年後高三的裕人會有一天穿越到未來。
澤村善人
《乃木坂明日夏的秘密》的主角。
乃木坂明日夏
《乃木坂明日夏的秘密》的女主角。裕人與春香的二女兒，未來的妹妹。
與母親、姐姐不同，其實對ACG一竅不通。
由於雙親長年均在海外公幹，自小被美夏撫養長大，因此把對方視作另一名母親。

### 綾瀨家族
綾瀨瑠子（聲優：生天目仁美）
裕人的姊姊，二十三歲單身，在某一家一流企業是很有能力的社長秘書。空手道二段，雖然看起和說的那樣非常優秀，但是在家裡只會酗酒，所有的家事都不會（裕人云：『只做到認真地把生雞蛋丟進微波爐的程度之舉』、『用微波爐把東西翻熱對她來說也是高難度技術』）。因此，當負責家事的裕人不在家時就只能餓著肚子。個性非常草率，所以說話的方式就像武士一樣，但是必要關頭也有像武士的情義。有著刀劍狂的一面，其愛刀・瑠璃髑髏似乎是相當銳利的名刀。在父母都不在時的綾瀬家是擁有最高權力的人。裕人直呼其名「瑠子」。與春香第一次見面時就一眼看中她，裕人說：「這是似乎非常稀奇的事」。
肚餓時非常可怕。裕人於天王寺家擔任臨時管家期間，由於忘記為瑠子準備任何食物，瑠子及由香裡曾為找裕人幫做飯而追蹤裕人的氣味至天王寺邸，更憑二人之力在五分鐘內把天王寺本家內百分之六十的設備破壞殆盡。間接讓裕人在平安夜昏倒的元兇。
裕人高三的十年後，依然單身。
裕人、瑠子的雙親 - 綾瀨國貞、綾瀨瑠璃子
因長時間於海外工作，至今仍未登場過。據裕人所言，一年還未必會回家一次，但似乎有在以前的新年時回來做過飯。
最終在第16卷登場並披露姓名。父親是綾瀨國貞，個性偏向沉默寡言，像個老工匠似的比較沒有表情，但看事情看得很通透；母親則是綾瀨瑠璃子，相當好說話。
二人在阿根廷當養蜂農，本來兩人都是植物學家卻在阿根廷被蜜蜂的魅力吸引，改而研究改進蜂蜜味道而經營起養蜂場，甚至設置了網頁進行販售，發展得非常理想。但不要求兩人繼承。
國貞觀察過裕人與春香，點出裕人「非常獨立、不依賴人」這個優點也等於缺點、『春香單方面依賴裕人、他卻只顧庇護春香而從未依賴她』的問題，由此一度不同意二人婚事，但最終由春香的大膽告白化解了這場困局。最終雙方也能達成互見家長的階段。

### 乃木坂家族
是一家在日本本土和世上也顯赫有名的超級豪門，是本作中心的家族之一的同時亦為日本四大豪門之一。世代經營商貿，擁有堪稱富可敵國的財力，總財產據統計時值有數兆億日幣，財團現任領導人為第八代的玄冬。財力的水平之高，例如在日本國內最少就建有三十九座大別墅、熱帶小島連附近海域也能輕易買下、當主可靠衝動就蓋的起一座歐式古城、為找一個人而出動私有軍備及部隊、更擁有超越專業傭兵級數的女僕隊等等。
乃木坂美夏（聲優：後藤麻衣）
4月5日出生。身高147cm，本人堅稱有151cm。B70/W52/H71。血型O型。
春香的妹妹，就讀私立雙葉女子學院中學部二年級。興趣是拉小提琴、拉回力球、養山豬。與春香相反，個性天真爛漫。因為她的個性與髮型，在作中也被叫做「吵鬧的雙馬尾女孩」等等。十分親慕裕人，稱他為「大哥哥~」（偶而會稱「姊夫」，因為其詞也可以代表姐夫的意思）。一直在湊合春香與裕人的關係，也有像是『以戲弄兩人為樂』一般的小惡魔的一面。相較於春香，她的積極性則顯得更強，在聖誕派對時還公然在父親和姊姊面前坐在裕人的膝蓋上撒嬌。當事人雖然一概否認，但是那波說她是「口不對心」、「容易感到寂寞的人」（典型的傲嬌）。
儘管她男女知識相當豐富，實際上看到「十八禁」的書刊仍會像春香般產生故障，甚至連自己也會有被秋穗灌輸問題知識而不自知的時候。
與天然呆的姊姊相比還要可靠，而她亦相當珍視姊姊，總會在看不見的地方對春香予以援助。但有時也有跟春香一模一樣的脫線表現，兩姊妹怕鬼怪的程度不相伯仲，更甚的是在極端害怕的時候會不顧場面大聲哭喊。
在校內，她也跟春香一樣是備受矚目的人物。從入學起就破格成為學生會會長並蟬聯至二年級，甚至有可能會三年連任，深受師長及同學信賴；另亦擔任『現代舞台藝術文化研究部』的副部長。除了擁有粉絲俱樂部，亦被冠上「月光下的草莓公主（月下の苺姫）」的美稱。平常也似乎跟春香一樣接受多樣的才藝練習的樣子。
她和女僕隊等人（主要是葉月、那波、愛麗絲）常為撮合裕人和春香的事不遺餘力，常常於二人背後布置諸多安排。不時會把裕人抓來並策劃多幕模擬場景，欲推進他和春香的關係（春香角色多由女僕們扮演）；但另一邊廂在不幸事敗或是被瑠子和由香里撞破一些重口味的場景而產生誤會（瑠子還對裕人發動攻擊）時，莫說幫腔解釋撇清，甚至會悠然看著裕人被瑠子追斬、或是總以「都是大哥哥沒出息害的啦」之類的理由將責任全數推到裕人一個人身上。（玄冬也曾受過如此嫁禍）
經歷這些事情後，在後期她對裕人漸漸產生異樣的感覺，並在後來多番「進攻」卻總是失敗收場。在第12集終幕時，從裕人口中得知椎菜向他告白失敗的事，因而暗暗下定了某種決心。
其後於第13集生日宴會結束當下因無法抑止未明朗的心情而拉走裕人，更於當晚親自表白但後來又自稱在開玩笑。雖然同樣是初戀失敗，但和椎菜不同的是她獨處後認為這是對「與姊姊在一起的裕人」的初戀告終，並決定以此感情為本重新開始獨立追求裕人。
最終雖然追求無望，但個性在高三的裕人穿越了的十年後仍然不變。另外，升高中時她以想體驗大哥哥和姊姊的校園生活為由，放棄了直升制的雙葉女學院，改升入白城學園。繪里、光、美羽三人一直留守兩個社團直到美夏升大學回來雙葉。
在續篇《乃木坂明日夏的秘密》中，代替長年在海外公幹的裕人與春香撫養明日夏，因此被明日夏視作第二個母親。
乃木坂玄冬（聲優：立木文彥）
身高185cm。血型O型。
春香、美夏的父親。乃木坂家的現任當家。外表和言行舉止雖然怎麼看都像是由黑道出身的流氓老大型尊貴之人，有『屠熊者』的稱號，但事實上是一位會為了春香的生日而不惜買下一座島的笨蛋父親，相當溺愛兩個女兒。從第三集美夏的話中來看似乎是入贅到乃木坂的，在家中雖無法在岳父王季及妻子秋穗面前抬頭，甚至還被美夏輕蔑（據那波所言，美夏還曾用膝撞踢昏過他），但家庭關係卻很良好。而家中的女僕隊也似乎不時會將他當成家裡地位最低的一人，並服從秋穗或美夏對他的攻擊命令，在廣播劇中還因誤觸宅邸保全系統而被全女僕隊誤當成扮裝侵入者狠狠的修理過。
儘管表面上強烈反對春香和裕人交往，但對裕人的品格有所認同。對於春香的興趣本來持強硬負面態度，後在強攻綾瀨邸時因裕人的出言反駁以及秋穗的遊說美言下，似乎也予以接納了。原作中還持有所謂精神注入棒「死屍纍纍（死屍累々）」，在主觀地認為裕人在教壞春香的時候使用，但常常被秋穗、美夏甚至春香反擊。動畫版則是常持一把長日本刀。
另外，雖然於家中地位低，卻是世界上有頭有臉的大人物。美國五角大樓或英國安全局均可隨意進出，還擁有一支直轄於他的黑衣特工軍團『黑犬（HELL HOUND）』。
最終卷的最後承認裕人為春香的準夫婿。現時作為裕人的師傅進行地獄式的嚴厲教導，親自教授裕人乃木坂家帝王學許多範疇的知識。與裕人父親也很投契。
二十年前原姓大矩（おおがね），體質也和裕人一樣看起來弱不禁風。在下草高中唸高三時因油蟬而與小兩歲的秋穗相識，給秋穗留下了不錯的印象。在東真宮玲一的要脅過後，兩人互報了姓名。
據稱當年要和秋穗結婚前也通過了和裕人同一場的考驗。現在承繼了第八代乃木坂的名號，和秋穗一起守護裕人與春香。
乃木坂秋穗（聲優：久川綾）
身高162cm。B85/W57/H83。血型A型。
春香、美夏的媽媽。是一位很難讓人相信已經是兩個孩子的母親的娃娃臉美人。連裕人在初見面時都誤以為她是春香的姐姐或是表堂姐。擔任料理學校的校長，酒量也非常了得。隱藏在沉著冷靜、理性、隨和的言談背後，還擁有能壓制玄冬之震撼力的女性。唯有她才能夠勸服每一次抓狂的玄冬，除此之外沒有其他人，有時也會用使用直接攻擊（地獄突刺）使之昏倒。因此，裕人和美夏公認她是「乃木坂家的最終兵器」。與玄冬相異的是她完全認同裕人和春香的關係，也非常樂見二人關係進展。她和美夏、由香里、那波是裕人所說的「最強（最凶）四重奏」，經常對小倆口的未來畫藍圖而調侃女兒跟準女婿。有時還會教一些非常有問題的男女相處知識給自己的兩名女兒，裕人不時為此頭痛。
第13集末場和玄冬的對話伏筆於最終卷揭露。第14至15集中為考驗裕人與春香而設下關卡戲碼。
動畫第二季最終回裡，椎菜把在被窩裡的玄冬誤認成裕人而緊抱起來時卻被她撞見，誤會玄冬在鬼混因而對他發了恐怖至極的醋勁。
母親穗波在她十歲時因病離世，唯一的遺物是刻了Ａ．Ｎ字樣的老式懷錶。高中生時代曾被東真宮玲一唆使其同學．園村百合子將它偷去，企圖以此來逼婚，幾近無奈出嫁的時候，專屬女僕的櫻坂葉子挺身解救化解了危機，代價是葉子在行動前辭去了第二位的職務並抹消在乃木坂家的存在。但秋穗仍有收到葉子的書信。另外也曾在不小心撞進來的小葉月和小那波面前親口委託，日後如果生下兒女會交由她們負責。
在玄冬為她抓來了油蟬這場誤會之下與他相識。在裕人穿越的十年後正與玄冬歡樂地進行第四次的蜜月旅行中。
乃木坂王季（聲優：納谷六朗）
春香、美夏的祖父（依台灣的講法比較類似外公，因為是母家的關係），也是秋穗夫人的父親。是第七代乃木坂家的當家，說其權力跟威望大到可以撼動全世界，雖現已退隱幕後擔任集團顧問，卻仍有著「一聲令下，三小時後該場地就能召開高峰會議」的極大影響力。由於年老以及平和性格的關係，以及隱憂於過度誇張的權力，平常隱匿自己的行蹤，需要自己發言的時候就由其老友兼替身上場代為發言（其友的名字為平藏·賽巴斯汀·櫻坂，也就是櫻坂葉月的親爺爺，乃木坂家總管家），平常就是一位親和力十足的好爺爺，可以讓人感覺到美夏跟秋穗夫人的開朗性格都是一脈傳承的。
曾在春香的生日當天，為了一個傳說而親自出海捕捉彩虹蛇（一種十公尺長的特別魚類，傳說於十七歲生日當天被贈予的人將能永保幸福），可見其非常疼愛自己的兩位孫女，也對葉月視為己出的孫女般照顧。而對於裕人也是跟秋穗一樣，對他有相當認同。原作出場只有三次，分別是第三集末的嬉春島生日宴、第六集終幕的乃木坂邸新年派對及第十五集（終卷）的最後；然而動畫版中除了第一季第12話的春香生日會之外則並無再出場。
另外與玄冬一樣，擁有一支直轄的黑衣軍團『黑狼（Fenrir）』，其能力水平遠在『黑犬』之上、亦與女僕隊上十位實力相若。
平藏・賽巴斯汀・櫻坂
原名為櫻坂平藏，是位擁有如棕熊一般巨大的身材的老先生。能像葉月一樣平空變出一把巨斧。看起來很可怕但本人非常和藹，與王季是長年深交並不時代演其替身，為乃木坂邸的總管家，亦為葉月的養祖父。對刀劍武器似乎非常有研究，一眼看出瑠子的刀非池中物，並約定與她切磋較量，但目前是否有實行則未明。
動畫中未出場。
為『黑狼』的首長。
乃木坂未來
裕人與春香的大女兒，明日夏的姐姐。繼承了母親「白銀星屑」（白銀の星屑）的稱號。
與母親同樣擁有「秋葉原系」那樣熱愛動漫的一面。

#### 乃木坂家女僕隊
是擔當乃木坂家一切由侍奉照顧、宅邸打掃以至法律交涉、護衛戰鬥等所有日常內外要務的專門能力女僕隊。全隊的正式隊員總計逾五百人，共分四個總階級：帶順位的由第50位開始至第11位，其以下的均無順位，只依能力水平細分成A至E級，而第11－50位或以下無順位的所有女僕均有晉升取締的制度；排名前十位的女僕則沒有晉升取締制，她們除了要有身為女僕應具備的技能以及高超的戰鬥能力外，也擁有各自的專業領域；更進一步的，前三位是必須平均具備各種能力的高水平技巧的人方可勝任。此外，入隊（無順位）的競爭率是八十取一。要加入則必須在乃木坂家專門設立的女僕訓練校「小熊貓之穴（レッサーパンダの穴）」中接受為期三個月的各式極度嚴苛訓練（例如格鬥術、武器操作、各種交通工具的駕駛等）、之後需進入乃木坂邸內接受最後研修，通過後才能正式成為隊員。
據稱如欲入贅乃木坂家，獲得全員（或上十位）的全盤信任是為先決條件之一。
櫻坂葉月（聲優：清水香里）
身高163cm。B82/W57/H82。血型B型。
乃木坂家的女僕長（排名第一位），出身北海道，因中學畢業前都在當地居住，故對當地事情很瞭解。在第三集中以「乃木坂家女僕隊首席」來介紹自己。主要負責的工作是照顧春香和美夏。特別的是對春香而言，她就等於是親姊姊一樣的親密關係。同樣地，葉月也比誰都更珍惜春香。雖然非常沉默且面無表情，但是偶而會語出驚人。事實上，她非常喜歡可愛的東西，興趣是收集布娃娃而且每隻必定會取名字，休假時也定會去寵物店和玩偶店（偶爾還有機械五金店）繞一圈。擁有害羞的一面，而且會在某些時候跟春香一樣有脫線的表現，裕人因此有了「專屬女僕果然也有染到主人的特質」的認知。
她在必要的時候，能從令人不解的地方拿出電鋸，戰力之高強不只玄冬的黑犬部隊，甚至東日本所有管家女僕之間也聲名遠播。另外還能多次地以令人完全無法察覺到的氣息出現在裕人的背後、能感覺半徑五十公尺範圍內的人的氣息、擁有高超的聽力等等，是個擅長各式各樣技術的神秘人物。那波云：「即使她一個人闖入一個師團也能毫髮未傷地平安歸來。」。
她同時也非常喜歡扮裝，據聞跟蹤能力很高超，可是似乎沒注意到著裝上的不正常而被裕人發現並甩開過一次。裕人云：「這人其實很愛角色扮演吧…」
雖然不少人對她的平常生活抱有好奇，但她似乎並不願意也無法提起。在第15集與裕人相談時，才透露出自己是尚在襁褓中就被遺棄在札幌的鐘樓下的孤兒，後被平藏收養故冠姓櫻坂。
春香與裕人婚後依然擔任專屬女僕兼女僕長。
在《乃木坂明日夏的秘密》中，成為了直屬乃木坂家當家的「M機關」首腦。
上一任是櫻坂一葉（さくらざか　かずは），為葉子的親母、平藏的妻子。據稱櫻坂家因常培育出傑出的管家、女僕人才而在管家女僕界中享負盛名。
第二位
懸空，原因不明。其他人也不願提起，是乃木坂家內的禁提事項。該位置於五年前仍是有在任者的，但該人目前不隸屬乃木坂家女僕隊，而從不出席女僕×管家聯合親睦會這點來看，此人似乎已不再擔任任何家的女僕。事件謎團最終在第16集中被解開。
二十年前，原任者為櫻坂葉子（さくらざか　ようこ），身兼副女僕長及秋穗專屬女僕，是櫻坂平藏的親女兒，亦為年幼入隊的那波與葉月的姊姊兼師傅，個性和外貌都和葉月相像。其實力甚至號稱業界、櫻坂家的天才，有天稟櫻之稱號。
後來因秋穗被不良豪門的東真宮家子弟奪去其母的遺物懷錶進行逼婚，挺身而出解救秋穗的危機，並在行動前先行辭任女僕隊讓乃木坂家能置身事外，單槍匹馬到東真宮家取回懷錶的當天爆發出最強悍的力量：毀掉了東真宮家的八成戰力，把建築物破壞了一半並令其失去九成的防衛機能，六十名警備中四十二名無法再動、十五人入院、僅三人輕傷，打敗老管家長東鄉一郎並重創東真宮玲一。後來亦私下將東真宮家的不法之事舉報出去，瓦解了這個豪門。
最終的代價是葉子的存在要在女僕隊當中被永久抹消，照片全被收起，但在葉月和那波等女僕之間認被讚譽為女僕的楷模。但至今秋穗仍有一年一度收到書信，並得知葉子在乃木坂邸附近開了家便利屋。自此二位一直懸空，事件一度成為乃木坂家的禁話，最後於裕人高三年末來大掃除時找到相片且已被納為乃木坂家一份子，秋穗才把事件告知。
估計葉子教訓東真宮玲一時所持的巨錘及電鋸就是傳給了後來的那波和葉月。
在裕人高中畢業五年後（與春香結婚兩年後），認為一直懸空不是好事，故解除了禁制，那波因此升上二位的副女僕長。
七城那波（聲優：植田佳奈）
7月16日出生。身高166cm。B85/W55/H83。血型O型。
乃木坂家的女僕，排名第三位，出身京都。雖然平常負責輔助葉月，但是在本故事中主要是和美夏一同行動。因為有友善的個性，所以被裕人稱為「笑盈盈女僕」，在那樣的笑容下，也會說出刻薄的話，跟美夏不相伯仲。不知為何，平常都戴著太陽眼鏡。和葉月一樣，能從令人不解的地方拿出巨大的鎚子。雖然也擁有各式各樣遠高於一般人的技能，但是似乎不及於葉月。
是京都老店「七城旅館」老闆娘的獨生女，為了成為下任繼承人而接受各式英才教育，亦因而進入乃木坂家女僕隊受訓，更於女僕訓練校的第三屆畢業生中以首席之身畢業。有著極為高超的古琴演奏技巧，也對京都一帶所知甚多，在京都更是無人不曉的存在。其母為了測試她對兩方工作的心意而設下了戲碼。
擁有專屬戰鬥機『清水寺』，兼可載行最多二十人有餘。
在裕人與春香結婚兩年後因第二位的解禁獲擢升，水面本應繼任但拒絕，故由愛麗絲調上。但她在升位前的三年內也正式接手老家的旅館事務，需要經常往來京都與乃木坂邸。
楠本水面（聲優：水原薫）
乃木坂家的女僕，排名第四位。主要的工作是負責管理乃木坂家的財務、法務和對外的部分。擁有在緊急情況下，可以指揮排名五名以後的所有女僕之權力，另外還擔任女僕侍從長的工作。第九集裡，她與葉月、那波及愛莉絲共花費了兩日兩夜，阻止了茅原企圖強行讓春香出道的計劃。裕人的第一印象是「事業型冰山美人」，但也意外的擁有柔和的一面，其嚴格得到裕人的諒解而對他有多少好感。
出身於著名的司法界世家。裕人與春香結婚兩年後因二位解禁那波獲得擢升，本可順理成章接任第三位的女僕長輔佐，但本人表示喜愛侍從長的工作故拒絕升遷。
上一任為東雲塔子（しののめ　とうこ），個性謹慎穩健。
雪野原鞠愛（聲優：高本惠）
乃木坂家的女僕，排名第五位。主要的工作是乃木坂家上至王季下至任何一個女僕管家的健康，駐診宅邸內的醫務室。她亦是乃木坂家醫療班首席的醫師，美夏說：「就像是學校保健室裡的大姊姊」，喜歡用針頭注射的方式注射營養劑，配方遽說複雜、強力到美夏一行人聽到都會怕的地步，其特別調配的打針似乎恐怖且效果超群，據聞甚至連媚藥也有能力調製。
為日本名醫家族之後。
在裕人高中畢業十年後，擔當著乃木坂家的醫療顧問。
上一任為南雲皐月（なぐも　さつき）。
凪川小鮎（聲優：五十嵐裕美）
乃木坂家的女僕，排名第六位。主要的工作是擔任乃木坂家料理長，能做出各式各樣的豪華料理，常駐於乃木坂家第一廚房。個性非常害羞，因而常常不敢於人前露臉。
在第12集中裕人應美夏之邀來幫忙女僕隊時，她意外地跟裕人展開了關於廚具名品的熱烈討論。
為日本名廚家族之後。
六條菖蒲／沙羅／樹里（聲優：森谷里美／聲優：石川桃子／聲優：矢作紗友里）
乃木坂家的女僕。因為是三姊妹，所以三個人一組排名第七位。主要的工作是駕駛全部的交通工具，平常有很多幕後工作，似乎不擅長太正式的活動。裕人稱為「駕駛女僕三姊妹」。
長女──菖蒲所操作的機體是『八人座且採用特製活動躺椅』的戰鬥機「秦始皇（始皇帝）」，能享受悠閒舒適的天空之旅。其最高速度是由東京乃木坂邸飛到北海道札幌只需半小時。廣播劇中亦有操縱音速直升機「明鏡止水」。
次女──沙羅則為原作中操作多架機體的一人，包括最重視速度的戰鬥機「冬將軍（冬將軍）」（裝了飛彈並可以超音速飛行，但機艙內部設有可調式座椅，並附設安全帶及氧氣面罩；突破超音速時的航速為三小時由東京飛抵赤道海域；動畫版被改成小型客機）、黑色烤漆的豪華加長轎車．勞斯萊斯「黑珍珠（黒真珠）」、隱形戰鬥機的「女武神（戦乙女）」和直升機的「春一番」。
三女──樹里所操作的機體名是「第六天魔王」。
出身於某國的空軍，三人皆獲得過空軍十字獎，是精英中的精英。
上一任為西荻里味（にしおぎ　さとみ）。
愛莉絲堤亞·雷恩（聲優：釘宮理惠）
乃木坂家的女僕，排名第八位。暱稱「愛莉絲」。她是一位戰鬥女僕，主要的工作是保護政要、警戒和破壞敵對勢力據點等護衛工作。雖然其實力可以一擊就將玄冬擊昏，但是外表就像是洋娃娃一樣，似乎是小學生的金髮碧眼的女孩。幾乎都不開口說話，只用「點頭」、「猛點頭」、「鞠躬」來表達她想說的，連女僕隊的其他成員也很難跟她攀談。在親睦會被修特欺負時，因裕人為她出頭並代替受辱，故視裕人為兄長，更難得地開口講了一句日語以及一句德語的「哥哥」。
原作自第五集起登場，之後就一直常與葉月、那波一起行動；動畫則為第二季起。
發動最強能力時能同時揮動數把大型武器衝入敵陣。
在裕人和春香結婚兩年後，突然進入突變級的成長期，身高飆高，身材——特別是上圍——成長得比美夏還好，讓美夏有點吃味。同時間因為第二位解禁、那波晉位、水面拒絕接任第三位，故被拔擢為新任第三位的女僕長輔佐。工作時總帶著裕人當年送的青蛙玩偶從不離身，高三時的裕人穿入十年後的世界時也是她第一個發現他，裕人因青蛙玩偶認出了她，故她也模糊地認出了眼前戴天狗面具的是裕人。
升任後，原位置（第八位戰鬥專屬）由實習女僕隊員安達原芽衣（動畫開播前發售的廣播劇ＣＤ特典原著小說中作為第一人稱視角的實習女僕）接任。
愛麗絲的前任為九頭龍杏菜（くずりゅう　あんな），屬於激動派。
宗像理緒（聲優：井口裕香）
乃木坂家的女僕，排名第九位。隸屬於乃木坂家的科學部門，常駐於乃木坂家第一實驗室裡。漫畫第二卷中的四格漫畫裡，曾因讓春香誤服藥引發麻煩而被那波及葉月共同肅清，但這似乎並非實況。
她通常會待在乃木坂家實驗室進行各式危險實驗，說話口氣跟男生很像，亦是序列上十位的女僕中唯一沒有對裕人加尊稱而直呼名字的一人。
雛咲祝（聲優：日笠陽子）
乃木坂家的女僕，排名第十位。主要的工作是乃木坂家的祭祀事宜，能寫符咒，也擁有感應靈體的能力。主要待在乃木坂家中央本殿之中。動畫版附加設定為真正的巫女，故新年期間也會帶同女僕隊其他人往自家神社幫忙。
據第10集那波所云，她還曾在京都某有名神社裡受過多方面的照顧，但實情不明。

### 白城學園
裕人及春香目前所就讀的高中。在春香入學之後有九成的資助金皆來自乃木坂家，更應玄冬之求配備了全校所有門鎖的備用鑰匙。學園佔地大，校風尚算隨和，而教師的陣容也充滿特色。但學園對於校園的各種設施的使用與管理則異常繁複，例如圖書館只要借書者遲了一天還書，便會在逾期當天經校內中央廣播把借書學生的班級、名字及借出書目公告全校。在十一月會舉行名為白鳳祭的大型文化祭（動畫版更改時序至九月至十月左右），三月結業禮之前則會舉辦為期一週的外宿校外旅行。據DVD附冊裡由原作者所寫的動畫補完小說之中的設定，女生制服上的蝴蝶結會依不同顏色來分辨所屬年級。
朝倉信長（聲優：高木禮子）
身高163cm。1月1日出生。血液型AB型。
裕人的總角之交，白城學園二年級學生（隔壁班）。是位個性開朗活潑、成績也很優秀的美少年（在學園祭扮女裝時連裕人也認不出來）。實際上他卻是個從小學一年級就熟悉著秋葉原環境的鐵桿御宅族有「秋葉原的裡之帝王」稱號。因為這個原因，他在秋葉原附近的御宅向店舖似乎相當有名。因為在安利美特（animate）秋葉原店大肆採購，而被取了『皇帝凱薩』的別稱；在COSPA社參與員工組。更值得一說的是，在女僕咖啡廳「@Home ~Café」中以金色的邊框框著，用來裝飾的，寫著『最棒的主人・歡迎回家紀念』的照片。此外，也擔任冬季同人展的特別外場監察委員，甚至還跟來自新畿內亞的親善大使會面。另外他亦擅長各種電子遊戲，由抓玩偶機到身體活動率高的跳舞機都應付自如並獲得超人般的分數，而他在即使裕人不情願的情況下也能令他擁有一身高超的抓玩偶機的控制技巧。在製作同人遊戲方面也有能同時身兼編程、音響、監製三職的高超技巧，插圖技巧之強更是有化腐朽為神奇的等級，連春香的妖怪插畫也能修正到能讓常人入目的美形而又不失原畫者的風格。
著名歪理名言如：「女生只限於二次元的呦～」、「開始在意就是戀愛的萌芽」等等，常發表一堆以一般人的倫理觀念來看問題會非常大的糟糕言論，聲音經常很大，也常常不自覺就陷入讓人困擾的長篇大論模式。不知為何能取得非常詳細的各式各樣的私人情報。曾說過「只要有心，要取得個人情報實在太簡單了」這種話，不只裕人班上、甚至連學長以至師輩也有人被他抓到痛處而被畏懼著，還能不時預先猜中事況而做好某些本來需時很久的安排，是個深不可測的人物。裕人云：「只有這傢伙不想與他為敵。」
與裕人之間的交勝似親兄弟，另外曾於白城學園一年生時也跟裕人同班，在裕人與春香相熟後在校園變得難以生存時，以及第四集裕人為找春香而必須拋下工作時，他都義不容辭地為裕人操作情報和幫各式的忙。非常希望裕人也能加入他這邊的世界。
另外他亦是個笨戀妹控，其程度到了甚至連妹妹對他的毒舌也能自動美化的嚴重地步。
在最終卷中展現出超群的駭客技術，短時間內就成功入侵並反控制乃木坂家的防護保全系統，連葉月和那波也驚訝不已。
第14集升上3年3班，與裕人再次同班。
第16集最後提及，他在大學的在學期間開始自行創業，因欲嘗試多方面製作而成立公司，經過許多實踐後公司自然地上了軌道，高中畢業十年後成為了集團的大老闆並在新宿區擁有最少十六幢私人大廈，業務範圍涵蓋動畫製作、錄音室、精品店以至女僕咖啡廳等全面性的動漫界業務，在ACG界深深植根。秘書為妹妹真尋。
永井英治、竹浪洋貴、小川純（聲優：宮下榮治、安元洋貴、大須賀純）
裕人班上的同學兼損友，通稱「三阿達」。三個人總是聚頭談一些別人聽了也無奈至極的無聊好色話題。小說中至第十一集為止都沒有角色圖，而第十一集的角色彩圖則為參照動畫版版本。
在第12集裡由於良子和椎菜對裕人的態度，因而使他們對裕人展開了星屑親衛隊式的言語攻擊。
第14集升上3年3班，依舊與裕人同班。
第16集中公佈了全名。三人最終長得一副正人君子樣（愛談笨話題的個性多少有收斂），並通通在信長旗下公司任職。
天宮椎菜（聲優：佐藤利奈）
4月24日出生。身高160cm。B80/W56/H82。血型A型。
在倫敦的鋼琴演奏會上，去替參加比賽的春香加油的裕人所邂逅的少女，後來轉入裕人的班上。興趣是鋼琴與薙刀（天宮神燈流槍術，由祖父所傳授，有代理師範等級的實力）。座右銘是『先下手為強（先手必殺）』。在鋼琴演奏會上擁有僅次於春香的實力，身為演奏者的她以春香為目標。
動畫版是提前在暑假前就轉入白城學園，與裕人邂逅的劇情及後來戲份也被大幅修改及濃縮。
個性總是積極開朗。非常坦率，轉學沒多久就能完全融入班級中。此外，她也是在校內選美比賽中被推選的一流美少女。雖然在由香里的適當分配下坐到了裕人的隔壁，在結為朋友當中被裕人吸引著，但卻注意到春香的存在。不知為何地極為喜歡大花枝及相關的食物，連釣花枝也非常在行。反而因為幼年的經驗而非常怕狗，把吉娃娃比喻成猛獸，卻很喜歡也很會逗貓。
雖然從前在北海道的小樽生活、本人卻對那時候的事一句話都不說。家裡六姊弟妹中排行首位，因而對照顧小孩很在行。
動畫版中甚至發生過因情緒衝動之下不惜追入男生房間、抱著誤以為是裕人的玄冬打算告白的失態場面。
在小說版第12集、修學旅行的最後一天兼裕人的生日當天晚上，對裕人徹底的告白了，同時亦對突然出現的春香表明心跡；但最終在兩星期後春假末的單獨約會的最後，遭到明瞭自己心意的裕人拒絕。
第14集中升上3年3班，依然和春香裕人保持朋友關係，並需要經常和麻衣一起制止暴走雙『澤』。經裕人的建議解開了低潮，高中畢業後成功進入音樂大學繼續深造鋼琴，高中畢業八年後在名師當評審的歐洲鋼琴比賽上獲得優勝，出道成為知名的美人鋼琴家舉行巡迴公演。只是她最後依然保持單身，但有再把頭髮留長及肩，良子和幸子認為應是未能忘懷裕人之故。
上代由香里（聲優：松來未祐）
裕人與春香班上的副導師兼音樂科教師（據裕人所云，教課的手法還滿高超的），也是瑠子的老友，從中學起就是同學兼酒友，因著與瑠子的關係而理所當然般經常賴在綾瀨邸過夜。二十三歲，正在招募男朋友。時常露出笑容，特別喜好男女關係的風花雪月話題，身材也非常曼妙。是為裕人小學時愛慕的對象（後因本性畢露而致令他完全死心了），因此與裕人也非常熟識，常喜歡叫他去處理雜事。據聞更曾在裕人生日時送了他一打限制級書刊當作生日禮物。本人毫無自覺但無意中便鍛鍊出裕人的驚人精神耐力。
她平常的性騷擾程度，不只裕人，連班上學生也不會放過，甚至連同事們的老師也已經習以為常；是個一等一的麻煩製造者之一，因酒醉的失控表現而落得被教職員訓示甚至被下達禁酒令的下場等事也時有發生，修學旅行最後一夜引發的事故更讓她被強制送回東京。與瑠子一樣酒品不好（當然酒量也一樣深），醉後的舉動依舊帶著濃濃的性騷擾氣味，對於裕人的性騷擾等級甚至會變本加厲。特技是灌下酒精濃度９６％的伏特加後對打火機噴氣而施放的「火炎放射」或「火祭之舞」，自封「永遠的十七歲（永遠の十七歳）」。
據某學生表示，由香里過去疑似於從白城學園出身、前往某藝術大學鋼琴系就讀時以申請入學方式考入、沒有師承任何門派的情況下卻以每學年全校成績第一名的情況下畢業、擁有「闇夜中的獨奏者（宵闇の獨奏者）」之稱號的非常人物。但是本人卻沒有對任何人提到這段過去。
然而在作者編寫的第一季DVD附冊裡的動畫補完小說中，似乎暗示了她就是這位「闇夜中的獨奏者」的設定，並在最終卷經瑠子之口獲得證實。
視覺系樂團的狂熱者，第一卷還拜託裕人幫她打掃音樂教室的準備室(由教務長命令的)，但為了要跑去聽演唱會，硬要裕人幫她打掃至少兩天才能清潔完畢的教室(因為造成該教室凌亂的罪魁禍首正是由香里)，然後人就消失去聽演唱會了。裕人無奈之下只好硬著頭皮幫她打掃，不過卻也成為裕人去乃木坂家的契機(因春香邀請裕人一起讀書)，從此裕人與乃木坂家的緣分完全展開。
不知為何學校竟無視她過去一年的所作所為，安排她當3年3班的班導。
裕人高三的十年後，依然單身。
田鍋繁夫
單身男老師，裕人班級（2年1班）的班導。看來外表粗野內心卻非常纖細，曾試過第一百零一次相親嚴重失敗而離開本地去尋找自我。對學生的關心似乎不太好。
千代啟二
同班同學。通稱「狂犬」。另一外號為「秋葉原系的天敵」，但是與後述的雪奈一同被裕人在秋葉原和夏日同人展等地給看到，外表跟平常的性格都像是不良少年，但其實他個性是普通的燒著熱血、不解浪漫的溫和笨蛋秋葉原系，有一個刻薄妹妹，在相關漫畫『萌犬調教守則』裡擔綱男主角演出。
八咲雪奈
同班同學。通稱「忠犬八公」，是位相當迷糊的女孩。與前述的啟二一同被裕人在秋葉原和夏日同人展等地給看到。也是在相關漫畫『萌犬調教守則』裡擔綱出演。也在第四集中的選美大會上出場，卻在才藝表演開始時以「我沒有什麼特技」的理由棄權了。暱稱千代為『小千（ちよ）』
朝比奈麻衣（聲優：豐崎愛生）
同班同學。勝任與自己溫順的個性相反之薙刀社的副社長，以所謂的「是眼鏡娘又是薙刀部副部長」的詞語親近多了。在第四集的選美大會中出場。在椎菜轉學之前是坐在裕人的座位隔壁，現在以移動到斜後方的座位去。她與椎菜和良子的關係良好。舉止言行皆很有禮，通常負責制止暴走的良子，儘管效果不彰。與椎菜升上同一班。
最後升入護理系的大學並立志畢業後直接就職當護士。
澤村良子（聲優：喜多村英梨）
同班同學。裕人云「雙馬尾姑娘（白城學園版）」，個性與行為與美夏極為相似甚至凌駕其上，連美夏也對她沒轍的超級精神女孩。與椎菜和麻衣關係良好，也與椎菜的舊同學市之瀨華一拍即合。為裕人冠上了「ＫＯＳＭＯ（King Of Sukekomashi-massage Master）」的稱號，也是校內調侃春香和裕人的角色之一。在小說第11集毫不掩飾的表示對裕人有好感而讓春香和椎菜不知所措。
小說第12集起對裕人的態度有點曖昧。第13集又和美夏的同學們很快就打成一片，使裕人萌生一種「讓兩組不可以互相認識的人馬互相認識了」的無力感。
與椎菜升上同一班。
最後與澤北幸子一起在三年後的春天自短期大學畢業，在會計師行當OL。
天王寺冬華（聲優：釘宮理惠）
就讀白城學園一年三班。別名「絕對零度冰姬（絶対零度の氷姫）」。性格高傲，旁若無人。第四集入選白城選美大會首八名入圍者之一，在才藝項目環節以「真無聊，我回去了」的勁爆理由棄權。雖然是與「東之乃木坂家」並稱的「西之天王寺家」，擁有第三順位繼承權的千金小姐，似乎有著某種固執而平時都避開著娘家。另因成長過程中經常被圖謀繼承財產的親戚覬覦甚至襲擊，對於任何規模的受襲皆已視作等閒，對人和利益等觀念有相當大而偏激的批判。
當裕人在尋找打工時，被拿著招募打工的廣告牌的管家一同帶到面試會場（第二面試）而相遇。順便一提，打工的內容是擔任她臨時的專屬管家。雖然當初對有著單純善意的裕人不信任而不斷提出無理的要求，但是後來因為裕人接納了她而變得寬容。目標是征服世界。曾養過一隻冠名為「羅德里格茲」的澳洲斗篷蜥蜴，在裕人應徵過關後給他強行套上這個名字。
非常喜愛喝「猛猛牛奶100%」，甚至會為此而對出產該品牌的牛奶的北海道牧場注資，更因對裕人的謝意而把當中三頭小母牛的名字分別冠以『綾瀨七號』、『裕人三號』及『羅德里格茲二號』。
最終卷裡似乎已經在家族鬥爭中獲得勝利，奪得天膳的財產繼承權，並出動相當於家族東部戰力的七成去援助裕人以報恩。為天王寺雪月花所懼。
最後也成為家族當家，據聞正為征服世界努力中。後來也有與裕人及玄冬領導的乃木坂集團在約翰內斯堡洽過商。
佐佐岡修斗
白城學園高中三年級生。看起來端正的外表，實為整形帥哥。以惡劣的女人癖和個性而在校內有一定知名度，是校內多數人都不想跟他拉上關係的頭號人物。是曾被春香拒絕過的一人，因看不順與春香交情好的裕人而屢次出言侮辱他。最後在型錄曝光事件結束後的翌晨，在春香面前再度出言侮辱裕人時惹怒她並被狠狠打飛。從此他就對春香和裕人避而遠之。
小笠原孝（聲優：間島淳司）
動畫版原創人物，替代了佐佐岡修斗的角色。
織川巴
就讀白城學園三年二班。別名「騷擾織姬」，在小說第四集的選美大會中出場。
住友美彌
就讀白城學園三年一班。為前次選美大會的準優勝。在小說第四集的選美大會中出場。漫畫中是春香的超級粉絲。
星屑守護親衛隊
訂立諸多規限的學生自行組織，專責守護春香，據聞人數達三位數。因不知情而視與春香關係良好的裕人為眼中釘。型錄曝光事件和新年參拜時做出恐嚇裕人和教唆白銀星屑粉絲俱樂部孤立裕人。
澤北幸子
裕人等人升上三年三班之後同班的新同學，是澤村良子的好友，以『村村』跟『小幸』互稱。個性與良子如出一轍，二人在級上是被稱為雙『澤』的存在，裕人懷疑其可怕程度堪比信長。另外她亦是志願同人團的成員。
在最終卷裡是唯一一人指出『班上對綾瀨有意思的人不只椎菜一人』事實的人。
高中三年畢業後和良子一起入讀短期大學。三年畢業後在律師行任職。

### 天王寺家
家系是與『東之乃木坂』並稱的『西之天王寺』。本作之中四大豪門名家之一，其富有度似乎比乃木坂家有過之而無不及。但是隨著當家過世，整個家族便陷入了爭奪當家財產和權位的鬥爭漩渦之中，親戚之間互相敵視甚至派人暗殺對方等事更時有發生。
天王寺天膳
天王寺家的當家，已故。享壽147歲。死後遺下鉅額財產，導致其子孫之間開始了無止境的爭奪風暴。最終由冬華奪得繼承權並執掌家業。
小犬川無道（聲優：岐部公好）
目前統率整個天王寺集團全部的管家，一人之下萬人之上的總管家，目前跟隨在冬華小姐身邊。在街上招募臨時員工時相中裕人，預料眼前的少年可以改變脾氣善變的大小姐，果真裕人暫時進駐天王寺府後稍微改變了冬華的牛脾氣，因而對裕人有相當的評價。
天王寺雪月花（聲優：內山夕實(OVA)）
天王寺家原首位候補繼承者，跟春香同為聖樹館原學生，有著一旦有逆其意者即會予以徹底排除的傲慢性格，並敵視春香。
在校期間春香的興趣曝光時，更對其他學生施加壓力要他們與春香疏遠，是導致春香的心靈創傷形成的元兇。但是繼承權後來消失因此自聖樹館退學並返回故鄉，事件與冬華有關。
事後企圖利用玄冬夫婦對裕人設下的關卡企圖讓弟弟與春香結婚並獲得乃木坂家的勢力與冬華對抗，最終因裕人闖關成功及冬華及時殺出而事敗，並在裕人與春香逃逸後受到冬華的恐怖對待。

### 私立雙葉女子學院中學部
美夏所就讀的大小姐級女校，據聞建校超過八十年。其校舍的豪華度，光是校門已比的上法國凡爾賽宮，校舍走廊也採巴洛克風格建造，圍繞校園的柵欄頂甚至通有高壓電流以嚴防入侵者。校門也設有嚴密的保安人員，疑心非常的大，裕人因此遭受了兩度被扣押的無妄之災。
塔之崎繪里（聲優：豐崎愛生）
為中學部二年繡球花班的學生、美夏的同學。「現代舞台藝術文化研究社」的社長，同時也是長曲棍球社的主將，身高約170公分左右的高個子（但是動畫設定成比裕人稍矮）。有著相當認真的個性，有過錯時必定先責備自己，說話也很恭敬，與春香有著相似的一面。與乃木坂家、天王寺家及鹿王院家並列為四大名門之一，塔之崎家的愛女。在經歷長曲棍球廢社危機時被裕人開解，才由一直尊稱的「綾瀨學長」，改口跟美夏她們一樣稱呼他為「大哥哥」，並對他抱有程度非淺的異樣好感。
不知為何竟然對尖叫系的機動遊戲或遊樂設施（例如過山車）有極深厚的愛好。
最後成為了塔之崎家的當主。
初瀨光（聲優：悠木碧）
中學部二年繡球花班的學生，美夏的同學。非常有活力。
藤之宮美羽（聲優：日高里菜）
中學部二年繡球花班的學生，美夏的同學。個性悠哉。
大奧圓香
中學部二年繡球花班教師，32歲單身中，興趣是每月上一次瑜伽教室，高溫瑜伽社的顧問。據美夏的說法是「把人生奉獻給神和教育事業」的超古板性格，對規矩道德等事非常囉唆，而且不愛聽學生的解釋。似乎有婚約在身但卻總是一拖再拖的樣子。在長曲棍球社降格危機事件之中還覬覦著其社辦想要將之改成為高溫瑜伽第二社辦。

### 三人行製作公司
是名歌手姬宮深藍所屬的藝能公司。在動畫第二季中最後遭受到乃木坂家全面收購的懲罰。
姬宮深藍（聲優：生天目仁美）
屬於三人行製作公司旗下的藝人。動畫版擔綱演唱片頭曲。在元旦夜與裕人撞到後，因春香受邀而在三人行公司重遇，並強行拉裕人當她的臨時經理人。
個性相當旁若無人唯我獨尊，說話也很刻薄，但對外的溝通卻能做到面面俱圓。喜愛喝無汽的可樂。似乎對裕人有所認同，在裕人因春香出道問題而陷入困惑時，為了推他一把而公開自己的星途和當時的心境，似乎她亦是因當初彌生的同一型計劃而成為了速成式藝人。
最後如願以償，成功出演日本樂壇年末盛事的紅白賽。
茅原彌生（聲優：日笠陽子）
三人行製作公司的經理人。
個性有點軟弱，但關係到事業時卻會過份地不擇手段。除了擔當深藍的經理人外也會物色新人，一眼相中春香並獨力進行策劃，瞞著所有人企圖內定選秀會結果，強逼春香出道成為偶像。
在最後選秀會的時候因裕人的及時闖入，以及乃木坂家女僕隊的暗中修改，導致計劃全盤失敗。動畫版則是加上公司被乃木坂雙親買下，因而受到了乃木坂家給予的懲罰。是個為個人利益著想的人。
小早川希美
跟彌生共事的後輩。負責實行彌生的計劃。動畫版中的行事作風跟茅原差不了多少，故同樣也被乃木坂家處罰。
岩城典
三人行製作公司裡的導師。看起來是肌肉男一名卻操女腔，似乎相當喜歡裕人。對於選秀會背後事況一概不知情。動畫版未出場。
野乃原野乃
屬於三人行製作公司旗下的藝人，深藍的後輩。非常仰慕深藍，她的一舉一動都會非常留意。同時亦為朝倉真尋的同班同學，並跟真尋一樣稱呼裕人為「裕哥」。雖然計劃想讓裕人和真尋在電話中見一次面卻仍舊失敗。在選秀會中以實力勝出並成功出道。動畫版未出場。

### 七城旅館
位處於京都深山的百年老店式旅館，如實地有百多年的歷史，是傳統的日式木建大型旅館。整座旅館分成本館、北辰殿及南門殿三大館，各館佔地相若。下任繼承者到了繼承之時，須進行繼承儀式，這儀式即在南門殿舉行。
七城那奈瀨
那波的母親，七城旅館現任第十四代老闆娘，不知為何跟秋穗一樣看起來相當年輕。為了瞭解那波的心意而故意設下戲局，也是個相當開明的母親。在最後調侃主動擁抱裕人的那波時，裕人云「感到這個人確實與笑盈盈女僕是血脈相連的」。因那波的書信內容和裕人的表現，對裕人的評價非常不錯。
八千代日菜
那波的青梅竹馬。由於太希望那波回來繼承旅館，所以不惜對尋找那波行蹤的美夏一行人漠然相向甚至予以禁錮。在那奈瀨解明真相後向美夏等人致了歉。

### 天宮家
本家處於北海道的小樽，是一所傳統的和式宅邸，設有教授薙刀的道場。椎菜因父親工作關係與他遷到東京居住，是家中的長女。全家關係皆非常的融洽平和，也因為椎菜的關係，全家也知道綾瀨裕人這人物了。
天宮好幸
椎菜的父親。因工作關係，現正孤身一人與長女椎菜搬到東京居住。曾誤解了因慰問腳傷的椎菜而留到很晚的裕人為椎菜的戀人。雖同是愛女心切，卻與乃木坂玄冬的個性有著明顯的對比。動畫版未出場。
天宮百合惠
椎菜的母親。個性非常和藹可親，愛調侃女兒的個性跟秋穗差不多。年齡據稱是秘密。
天宮悠里
天宮家次女，十五歲，就讀高中一年級。有非常少女的性格，據弟弟所言是有點太在意細小的差別。認定裕人為椎菜的未婚夫，並尊稱他是（椎菜姊的）「王子殿下」。完全不擅長烹飪。
天宮幸一
天宮家長男，十四歲，就讀初中二年級。有著一個和尚頭，性格爽朗卻總是被悠里批評他粗枝大葉，兩姊弟因此經常拌嘴。把裕人視作真正的兄長看待。
天宮三葉
天宮家三女，十二歲。很愛說話而且熱愛潮流，對東京非常嚮往。跟悠里一樣完全不擅烹飪。
天宮義男
天宮家次男，十歲。
天宮菜菜子
天宮家四女兼幼女，七歲，就讀小學一年級。個性與愛莉絲一樣內向，連親戚也因無法接近她而為之頭痛，卻願意親近第一次見面的裕人。
椎菜的祖父
本名不明，作中並未登場。天宮家的持家者，是教授『天宮神燈流』薙刀術的師傅。在自家道場親自教授椎菜此薙刀術，是家中唯一薙刀實力比椎菜強的人。

### 其他人物
朝倉真尋
信長的妹妹，比裕人小一年。因為信長說：「畢竟真尋是個路痴，加上她的運氣真是絕望地背呀！」，所以目前只有聲音的登場。稱信長為「笨蛋哥哥」，稱裕人為「裕哥」。對於信長的秋葉原系興趣似乎相當討厭，但似乎卻很仰慕裕人。在白城學園文化祭一直期待能見到心上人一面，但結果是沒遇到；也為了在冬同人展中去見裕人，而不惜把對信長的興趣的惡感拋諸腦後答應幫信長的忙；野乃希望用視訊通話來一解單思卻依舊無法如願；在後來的情人節也一直守在綾瀨邸外，想要把巧克力交給裕人，可是死守直至2月14日的最後一秒仍無法等到他回來，最後才垂頭喪氣回家了。
動畫版中甚至連聲音都完全沒出場過。但最終在第16集有幸以十年後擔當信長秘書的姿態現身，愛黏裕人的特級裕人癡習性依然健在，甚至靠氣味就認得出穿越而來的高三的裕人。只是在裕人大三時搞的派對還是沒能出場迷路到伊斯坦堡去。
修特・沙札蘭多（聲優：間島淳司）
沙札蘭多財團獨生子。長得酷似佐佐岡而被裕人冠上「偽佐佐岡」的外號（其名唸法與修斗相同，而姓氏唸法也跟佐佐岡相近）。
個性則比佐佐岡更差勁，財大氣粗、目中無人、對身份地位低於他的人不問年齡毫無尊敬可言。
在春香生日宴上因看不順眼裕人而主動來挑釁，甚至連幫忙解圍的王季也惡言相向。父親康納萊發現此事後狠狠教訓了他一頓，並貶他為管家要他體會地位低的人的立場並學習關懷別人。
可是在半年後的女僕×管家新春親睦會中，大少爺個性依然健在，再度挑釁裕人並對身為小孩的愛莉絲甚至全場管家和女僕口出惡言。被裕人和女僕隊反擊後，更遭父親來電狠斥並唾棄。
康納萊・沙札蘭多（聲優：谷口節）
沙札蘭多財團現任當家，長得很像外國黑手黨老大的壯碩男人，修特之父。是少數知道乃木坂王季真身的人物之一。對於修特的無禮舉動，於王季和裕人面前當面承認沒教好兒子的責任。親睦會事件更對修特的無長進感到氣結，算是個辛苦父親。
高天原小夜
為鹿王院家的首席女僕，在女僕管家聯合親睦會擔任主持。動畫中因劇內時點與原作相異，會場亦因此從鹿王院家改在乃木坂家而未登場。
豐平美鄉
北海道豐平牧場的從業員。在裕人等人的畢業旅行中擔當嚮導。
市之瀨華
椎菜在國中時期的朋友，居於北海道小樽市。個性跟良子差不多，很快就跟良子變成好友了。似乎沒有留意到裕人的心意而不斷把椎菜送去跟他作堆。
立野舞葉
椎菜在國中時期的朋友，居於北海道小樽市。
北風美南
主持同人團「外星人ｖｓ巧克力芭菲」的女子，和信長是舊識，對來冬同人展幫忙的裕人和春香說明當日活動的人。
平城山芳香／柏原有佳／大和小泉桃花
春香在聖樹館時代的朋友。春香的興趣在校內曝光的時候，因受到天王寺雪月花的迫壓而不得不疏遠春香，並對此事一直有罪惡感。經志願社團的熟人．幸子述說後，為了向春香謝罪而一同現身於夏同人展會場，並與春香和解了。

### 東真宮家
以前曾和乃木坂、天王寺、塔之崎、鹿王院四家並稱五大名家的豪門。本來也是古傳的家系，現代從事金融事業，但因近年總以不法行為營商，以及少爺對秋穗的要脅，最終被當時的乃木坂家女僕隊第二位的櫻坂葉子單槍匹馬瓦解、並全數舉發不法行為，因而在三年後沒落。五大名家變成四大名家，並由較新興或中堅的家族替代了其地位。
東真宮玲一
二十年前號稱五大名家的東真宮家長子，為求強娶秋穗而指使她的同學為他偷去其母的遺物逼令秋穗嫁給他。個性比修特．沙札蘭多遠遠惡劣得多，也是個恃父勢凌人的卑鄙人物。最終的下場是被葉子狠狠修理，在成為半廢墟的大宅中被發現時，身上只剩內褲、雙眼翻白、口吐白沫。
東鄉一郎
東真宮家年老的管家總長。認識葉子，並告知玲一惹上了這個最惹不得的人。雖擁有葉子相若的實力，但在盡責護衛玲一時還是因年老而敗陣。事件過後引咎退休。

#### 劇中其他作品的人物
迷糊姑娘小秋（聲優：松來未祐）
小說提及的動漫『害羞的三角形』的主角，動畫版將其主角直接獨立出來成為另一部作品。與作者所作的同名小說『害羞的三角形』無關係。
春琉奈（聲優：能登麻美子）
『夜想曲女子學院長曲棍球社』的角色。主角兼球隊的隊長，對長曲棍球有一份強烈的執念。與春香酷似。容貌端麗、才智雙全的大小姐一名，並且是全國長曲棍球大賽的候補。第13集中據春香所述，春琉奈在小學生時曾於被捲入陰謀的同時還被野狗追到幾乎要墮崖，一名路經的同齡男生揮起自己的球拍以秘傳棒術將野狗驅趕之後，將此球拍贈予春琉奈，沒留名字就走了。春琉奈一直珍藏著這把球拍，因思慕並渴望再見一次那個救她的人而開始學起長曲棍球，故這件往事是讓她步上球手之路的直接原因；目前春琉奈更已重遇該名少年，但未知對方就是當年救她的人，但與這男生在一起時依舊隱約有不可言喻的幸福感。換句話說，她成為球手的境遇、心境和經過與春香幾乎類同。
美瑠夏（聲優：後藤麻衣）
『夜想曲女子學院長曲棍球社』的角色。負責炒氣氛的角色。與美夏酷似。尊稱春琉奈為『姊姊大人』。廣播劇中曾因春琉奈喜歡上裕樹而大發妒火。
樟葉（聲優：清水香里）
『夜想曲女子學院長曲棍球社』的角色。與葉月酷似。於第13集原版裡，名字被誤植為「楠葉」。
那奈緒（聲優：植田佳奈）
『夜想曲女子學院長曲棍球社』的角色。舉止跟說話方式皆與那波酷似。同時兼任球隊經理人。
椎乃（聲優：佐藤利奈）
『夜想曲女子學院長曲棍球社』的角色。原為弓道社成員，與椎菜酷似。動畫版中曾有過中途離隊的時候。
瑞樹老師（聲優：井上喜久子）
動畫版登場。『夜想曲女子學院長曲棍球社』的角色，為學院裡的教師。
巴哈老師
小說版提及。『夜想曲女子學院長曲棍球社』的角色，為學院的校長。因過勞時仍持續作曲，最後病死。春琉奈為此感到無比悔憾。
綾川 裕樹（聲優：羽多野涉）
廣播劇版人物。與春琉奈相撞而認識春琉奈，而春琉奈更對他一見鍾情。但最後證實他是同性戀者。
未知此人的名字是否用於原本在小說提及的、路過救了小時候的春琉奈的男孩。

#### 真實的人物
五十嵐雄策
在動畫版OVA第3集中登場。冬同人誌展時春香和裕人一起協助信長當參加社團的看攤角色，並在當時以「H&Y」的社團名將他們自己畫的同人誌託售之時，與春香交換自己的作品，作品為小說。
SHAA
同人誌社團－「貓巴士涼亭」的畫者，春香與裕人在第一次來到同人誌展時因為被人插隊而買不到最後一本同人誌，在那之後SHAA送給他們一本。
在第二次來到同人誌展時是「貓巴士涼亭」的第4,444位的紀念來賓，贈送他們有作者簽名的肖像畫，此時SHAA說道「真是不可思議，明明是第一次畫你們的肖像，我卻有一種已經畫了你們好幾年的感覺。手似乎自然而然就動起來了……」
能登麻美子
原作中的劇中劇「私立夜想曲女子學院長曲棍球社」的女主角-春琉奈配音的人氣聲優。
如其名以能登麻美子本人作藍本，現實中亦同時是動畫、廣播劇的乃木坂春香聲優，因此裕人認為她的聲音與春香很像。
在春琉奈小姐角色歌曲發售紀念活動中的猜謎比賽，完全正確回答答案的春香得到能登麻美子的親筆簽名，握手會中能登麻美子與春香握手及寒暄，在寒暄最後的時候兩人要互相行禮時撞到對方的頭。
後藤麻衣
原作劇中劇「私立夜想曲女子學院長曲棍球社」中聲演美瑠夏的聲優。
如其名以後藤麻衣本人作藍本，故聲線和個性當然也和美夏相似。在第14集夏同人展中的企業攤位裡舉行的聯合電台節目活動中擔任司儀，並對經過的裕人和春香喊話。
松來未祐
原作中聲演迷糊姑娘小秋的聲音。
如其名是以松來未祐本人作藍本，於第十一卷的「小樽商店街融雪祭」的新活動中出演。春香也是她出道時期的大粉絲。松來真人也在動畫版同時聲演迷糊姑娘小秋和上代由香里，故兩人聲音自然極為相似。

### 遊戲人物

#### PS2遊戲「乃木坂春香的秘密─開始了，角色扮演♥」
小樽 利緒（聲優：井口裕香）
出身北海道小樽，和信長一樣是個專業的秋葉原系，是今次『Cos-Love』活動的主辦工作人員之一。與椎菜是小學時的舊識、後來先行搬來東京。個性開朗的來也比較通人情，會適時制止欲開始長篇大論模式的信長。
深山彩音（聲優：釘宮理惠）
與信長相熟的深度秋葉原系，亦是『Cos-Love』的主辦工作人員之一，平常在秋葉原的角色扮演服飾店裡打工（通常是顧店）。
本人個性非常內向害羞，特有技能是進入角色扮演模式之後會完全地變成該角色的形象與個性，其演技和代入角色之高超據稱無人能出其右。因此她時而冷酷毒舌時而開朗奔放，讓人有點無所適從。
長谷部隼人（聲優：千葉進步）
家族經營有名電器品牌的長谷部財團之子，平常一副隨和有禮的外表。本作之中因與乃木坂家財團有生意上的來往而多次與玄冬會面。
實際上懷有獲取春香芳心和更進一步的企圖而蓄意接近，是企圖破壞『ちょCOS』活動、對『Cos-Love』活動屢予打壓妨礙、甚至襲擊裕人等事的幕後罪魁，心裡和其他上流社會一樣鄙視著秋葉原系的興趣。

#### PSP遊戲「乃木坂春香的秘密—開始了，同人誌♥」
長谷部俊治（聲優：千葉進步）
與前作「角色扮演♥」中登場的隼人出身同一個家庭，卻有秋葉原系的興趣，更是一個在牆壁方某一個大攤位裡擁有很高名氣的同人作家。但是他的惡劣作風——例如明知自己的作品一開賣就會引來顧客大排長龍卻故意只出限定數十部的商品、或是亂搞限時販售等——常讓周圍的其他社團攤位和在場工作人員非常困擾。
在春香路線，他曾出言侮辱春香的作畫（其實是他憑外觀擅自斷定畫是出自裕人手筆、而春香只是被逼幫忙的不幸者而已）、又對那波說給予幫腔的回禮而強逼她換上過分暴露的泳裝打算拍照等等……這些傲慢的態度招來了周圍的惡評。在那波路線中還試圖襲擊那波卻被她反將一軍，更被恐嚇得落荒而逃。

## 出版書籍
| 冊數 | MediaWorks     | MediaWorks             | 台灣角川       | 台灣角川              |
| 冊數 | 發售日期       | ISBN                   | 發售日期       | ISBN                  |
| ---- | -------------- | ---------------------- | -------------- | --------------------- |
| 1    | 2004年10月25日 | ISBN 4-8402-2830-2     | 2006年11月27日 | ISBN 978-986-174208-5 |
| 2    | 2005年6月25日  | ISBN 4-8402-3059-5     | 2007年4月28日  | ISBN 978-986-174262-5 |
| 3    | 2005年12月25日 | ISBN 4-8402-3234-2     | 2007年8月3日   | ISBN 978-986-174306-6 |
| 4    | 2006年6月25日  | ISBN 4-8402-3447-7     | 2007年10月13日 | ISBN 978-986-174355-4 |
| 5    | 2006年12月25日 | ISBN 4-8402-3634-8     | 2008年2月15日  | ISBN 978-986-174611-1 |
| 6    | 2007年6月25日  | ISBN 978-4-8402-3880-9 | 2008年5月29日  | ISBN 978-986-174696-8 |
| 7    | 2007年12月25日 | ISBN 978-4-8402-4115-1 | 2008年9月3日   | ISBN 978-986-174788-0 |
| 8    | 2008年7月10日  | ISBN 978-4-04-867127-9 | 2008年12月17日 | ISBN 978-986-174942-6 |
| 9    | 2008年12月10日 | ISBN 978-4-04-867419-5 | 2009年4月28日  | ISBN 978-986-237060-5 |
| 10   | 2009年6月10日  | ISBN 978-4-04-867841-4 | 2009年10月29日 | ISBN 978-986-237321-7 |
| 11   | 2009年12月10日 | ISBN 978-4-04-868198-8 | 2010年7月29日  | ISBN 978-986-237767-3 |
| 12   | 2010年7月10日  | ISBN 978-4-04-868651-8 | 2010年11月20日 | ISBN 978-986-237925-7 |
| 13   | 2010年12月10日 | ISBN 978-4-04-870126-6 | 2011年5月30日  | ISBN 978-986-287163-8 |
| 14   | 2011年7月10日  | ISBN 978-4-04-870594-3 | 2012年2月18日  | ISBN 978-986-287522-3 |
| 15   | 2012年1月10日  | ISBN 978-4-04-886253-0 | 2012年8月14日  | ISBN 978-986-287859-0 |
| 16   | 2012年7月10日  | ISBN 978-4-04-886626-2 | 2013年3月21日  | ISBN 978-986-325153-8 |

### 改編漫畫
| 冊數 | MediaWorks     | MediaWorks             | 台灣角川      | 台灣角川               |
| 冊數 | 發售日期       | ISBN                   | 發售日期      | ISBN                   |
| ---- | -------------- | ---------------------- | ------------- | ---------------------- |
| 1    | 2007年11月15日 | ISBN 978-4-8402-4093-2 | 2009年4月28日 | ISBN 978-986-237-076-6 |
| 2    | 2008年9月15日  | ISBN 978-4-04-867252-8 | 2009年8月7日  | ISBN 978-986-237-242-5 |
| 3    | 2009年11月25日 | ISBN 978-4-04-868249-7 | 2010年6月30日 | ISBN 978-986-237-699-7 |
| 4    | 2010年9月27日  | ISBN 978-4-04-868988-5 | 2011年2月16日 | ISBN 978-986-287-006-8 |

## 電視動畫
- 第一季電視動畫於2008年7月10日起播出，至2008年9月結束。第二季製作班底不變，在2009年10月起播放，至12月播放完畢。
- 由於第十三集後記中作者預告故事即將結束，2011年7月10日出版原作小說第十四集後，官方在雜誌上釋出了動畫版最終季將與邁向結局的原作同步製作的消息。放映時間未定。

### 製作人員
- 導演：名和宗則
- 系列構成、編劇：玉井☆豪
- 人物設定原案：しゃあ
- 人物設定：石野聰
- 總作畫指導：石野聰、濱津武廣、石川雅一、小原充
- 美術總監：春日禮兒
- 色彩設定：海鋒重信
- 攝影指導：中西康裕
- 剪接：小島俊彥 (JSE)
- 音響總監：岩浪美和
- 原創音樂：渡邊剛
- 聯合監製：中山信宏、和田敦、三木一馬、齊藤朋之、池田慎一、武智恒雄、濱田直樹、納谷僚介
- 監製：川瀬浩平、里見哲朗、小山直子
- 動畫製作：Diomedéa
- 出品：『乃木坂春香的秘密』製作委員會（Geneon Entertainment、讀賣電視台、ASCII MediaWorks、讀賣廣告社、The Klock Worx Company、角川Mobile、STUDIO MAUSU）

### 第一季
於2008年7月至9月期間播放，全季共十二集。內容涵蓋原作小說第一至第四冊。OP開場的桌面圖為小說第五冊封面、並出現部分第五至七冊的劇情畫面或插圖彩化。故事發展平衡兼顧主要角色的視角，以春香的戲份為多，亦有較多原創成份；劇情和預告皆用了不少名動漫作品的梗。
根據製作人員在DVD附屬小冊子中透露，本應涵蓋於此季內容範圍裡的鋼琴相關劇情，因音樂、場景及相應情感的表現難度較高而最終決定從本季劇本中刪去。
本季中心的劇中動漫作品「笨拙少女小秋（ドジっ娘アキちゃん）」，於原作小說中是設定成《害羞的三角形（はにかみトライアングル）》（簡稱《害羞三角（はにトラ）》）的女主角。但鑑於現實裡也有同名的輕小說（作者同為五十嵐雄策），為免混淆，製作組遂直取女主角的稱號和名字作為作品名稱。
本季話數標題皆取自動畫劇情內的重點台詞句子。

#### 主題曲

##### 片頭曲
- （第1話 - 第11話）

作詞 - くまのきよみ
作曲・編曲 - 渡辺剛
演唱 - &チョコレートロッカーズ（生天目仁美）

##### 片尾曲
作詞 - くまのきよみ
作曲・編曲 - 渡辺剛
演唱 - N's（能登麻美子、後藤麻衣、清水香里、植田佳奈、佐藤利奈）

##### 插入曲
| 話數    | 曲名                                                  | 作詞         | 作曲     | 編曲               | 演唱                                   |
| ------- | ----------------------------------------------------- | ------------ | -------- | ------------------ | -------------------------------------- |
| 1・2・9 | ときめき♥フォルテッシモ                               | うらん       | 大久保薫 | 大久保薫           | ドジっ娘アキちゃん（松来未祐）         |
| 2       | びんかんサラリーマンのうた(撲殺天使朵庫蘿第2期插入曲) | おかゆまさき | 高木隆次 | 高木隆次           | 敏感一郎（岩田光央）                   |
| 2       | しゅーてぃんすたー☆(魔法護士小麥片尾曲)               | 桃井はるこ   | Funta    | Funta              | 桃井はるこ                             |
| 2       | エプロンだけは取らないで!]](機械女僕片頭曲)           | くまのきよみ | 渡辺剛   | 渡辺剛             | ゆい（喜多村英梨）                     |
| 4・6    | 緋色の空(灼眼的夏娜第一部片頭曲)                      | 川田まみ     | 中沢伴行 | 中沢伴行・尾崎武士 | 川田まみ                               |
| 10・11  | Le Secret ‐ル・スクレ‐                                | くまのきよみ | 三浦誠司 | 斎藤あきら         | 乃木坂春香（能登麻美子）               |
| 10      | 妹…ですけどっ!                                        | くまのきよみ | 三浦誠司 | 三浦誠司           | 乃木坂美夏（後藤麻衣）                 |
| 10      | 背中に投げたラブレタァ                                | くまのきよみ | 三浦誠司 | 三浦誠司           | 天宮椎菜（佐藤利奈）                   |
| 10      | ご奉仕いんすぱいぁ                                    | くまのきよみ | 三浦誠司 | 草野よしひろ       | 桜坂葉月&七城那波（清水香里&植田佳奈） |

#### 各話標題
| 話數 | 標題（日文） | 標題（中文）      | 劇本    | 分鏡              | 演出     | 作畫監督                                            |
| ---- | ------------ | ----------------- | ------- | ----------------- | -------- | --------------------------------------------------- |
| 1    |              | 已經不行了…       | 玉井☆豪 | 名和宗則          | 名和宗則 | 石野聰                                              |
| 2    |              | 我是第一次…       | 玉井☆豪 | 山本天志          | 岡村正弘 | 稻田真樹                                            |
| 3    |              | 完了…             | 玉井☆豪 | 山本天志 入江泰浩 | 荻原露光 | 吉本拓二 長野路子                                   |
| 4    |              | 不奇怪吧…？       | 玉井☆豪 | 吉田英俊          | 池畠博史 | 飯田清貴                                            |
| 5    |              | 你這樣看著我的話… | 玉井☆豪 | 山本天志          | 穗本善信 | 小菅和久 川上幅彥                                   |
| 6    |              | 夏季comike…到了   | 玉井☆豪 | 大久保正雄        | 西川泰   | 本田辰雄 福地和浩 飯田清貴                          |
| 7    |              | …最喜歡了!        | 玉井☆豪 | 入江泰浩          | 入江泰浩 | 入江泰浩                                            |
| 8    |              | …大哥~哥★         | 玉井☆豪 | 岡村正弘          | 岡村正弘 | 梶浦伸一郎 飯田清貴                                 |
| 9    |              | 好高興…           | 玉井☆豪 | 吉田英俊          | 阿部伸司 | 吉本拓二 濱津武廣                                   |
| 10   |              | 想要在一起…       | 玉井☆豪 | 宮崎なぎさ        | 荻原露光 | 本田辰雄 飯田清貴 福地和浩                          |
| 11   |              | …讓你久等了♪      | 玉井☆豪 | 山本天志          | 守田藝成 | 小菅和久 長野路子 石川雅一 濱津武廣 石野聰          |
| 12   |              | 是秘密！          | 玉井☆豪 | 山本天志          | 徳本善信 | 小原充 石川雅一 吉本拓二 小菅和久 長野路子 濱津武廣 |

#### 播出電視台
日本深夜動畫：下文記載的日本国内播放時間使用日本標準時間（UTC+9）表示。因為部分時間标识會採用30小时制，因此請留意这类超过24:00的时间，其實際播放時間為翌日清晨。
| 電視台     | 播放期間               | 播放時間 （除特別註明，皆為UTC+9）       |
| ---------- | ---------------------- | ---------------------------------------- |
| 千葉電視台 | 2008年7月10日－9月25日 | 星期四 26:00－26:30                      |
| tvk        | 2008年7月10日－9月25日 | 星期四 26:15－26:45                      |
| 埼玉電視台 | 2008年7月12日－9月27日 | 星期六 25:30－26:00                      |
| 讀賣電視台 | 2008年7月14日－9月29日 | 星期一 26:29－26:59 （MONDAY PARK第2部） |
| 中京電視台 | 2008年7月16日－10月1日 | 星期三 27:14－27:44                      |
| AT-X       | 2008年7月22日－10月7日 | 星期二 9:30－10:00（設有重播時段）       |
| Animax HD  | 2016年8月19日－8月30日 | 當地每天 21:30－22:00（設有重播時段）    |

#### 特別節目
在放映前一週有放映以後藤麻衣（聲演美夏）及植田佳奈（聲演那波）主持的前瞻節目「乃木坂春香の秘密のひみつ」，並有邀請其他主角聲優進行簡短訪談。

### 第二季(Purezza♪)
於2009年十月至十二月放映。全季共十二集，內容涵蓋原作小說第五至第九冊，OP開場的桌面圖為原作第10冊的封面。
本季與上一季之差別有四：第一是原創劇情量減少、相對地增加不少出自原作不同卷數劇情的合併濃縮情節；第二是本季多了很多大膽的服務性鏡頭、而導致部分播出的電視台需要對該類畫面進行白幕化處理；第三是較多集數以裕人為中心和其他角色進行的劇情，相對第一季而言春香的戲份多少有削減，因而招來部分粉絲的不滿；第四是本季的下回預告是以主角群對某些動漫名詞進行解釋、而該名詞則與下一話劇情有主要關連，本季最終話的預告環節則依不同電視台而有相異的內容。
本季的中心劇內動漫作品為《夜想曲女子學院長曲棍球社（ノクターン女学院ラクロス部）》。原作內亦有多番描繪。
本季每話的標題多取自該集所屬原作小說劇情中的重點台詞標題。值得留意的是第5話的標題，在未放映時於官方網站曾一度以「……Bruder（德文『哥哥』）……」為臨時標題。
另外副標題「ぴゅあれっつぁ」正寫成英文字是「Purezza」，乃意大利文的「純潔」之意。但是日方後來有人發現副標題是不正確的發音，正確的意大利文發音應為「ぷれっつぁ」。

#### 主題曲

##### 片頭曲
- ｢挑発Cherry Heart｣（第1話 - 第12話）

作詞 - くまのきよみ
作曲 - 若林充
編曲 - 草野よしひろ
演唱 - 姫宮みらんと（生天目仁美）チョコレートロッカーズ

##### 片尾曲
- ｢秘密推奨！うるとLOVE｣

作詞 - くまのきよみ
作曲・編曲 - 三浦誠司
演唱 - N's（能登麻美子、後藤麻衣、清水香里、植田佳奈、佐藤利奈）

##### 插入曲
| 話數     | 曲名                                                   | 作詞         | 作曲     | 編曲         | 演唱                                             |
| -------- | ------------------------------------------------------ | ------------ | -------- | ------------ | ------------------------------------------------ |
| 1・2・11 | 風になれ! Lacrosse Heart! -ノクターン女学院ラクロス部- | くまのきよみ | 三浦誠司 | 三浦誠司     | 姫宮みらんとチョコレートロッカーズ（生天目仁美） |
| 4        | 4989 09（四苦八苦レスキュー）                          | くまのきよみ | 大久保薫 | 大久保薫     | N's starring 植田佳奈&後藤麻衣&清水香里          |
| 4        | 妹…ですけどっ!                                         | くまのきよみ | 三浦誠司 | 三浦誠司     | 乃木坂美夏（後藤麻衣）                           |
| 4        | Le Secret ‐ル・スクレ‐                                 | くまのきよみ | 三浦誠司 | 斎藤あきら   | 乃木坂春香（能登麻美子）                         |
| 5        | したい!なりたい!乃木坂メイド隊                         | くまのきよみ | 三浦誠司 | 三浦誠司     | 桜坂葉月&七城那波（清水香里&植田佳奈）           |
| 6        | とまどいビターチューン                                 | くまのきよみ | 渡辺剛   | 渡辺剛       | 姫宮みらんとチョコレートロッカーズ（生天目仁美） |
| 6・9・10 | 挑発Cherry Heart                                       | くまのきよみ | 若林充   | 草野よしひろ | 姫宮みらんとチョコレートロッカーズ（生天目仁美） |
| 11       | I Sing                                                 | くまのきよみ | 渡辺剛   | 渡辺剛       | 姫宮みらんとチョコレートロッカーズ（生天目仁美） |

#### 各話標題
| 話數 | 標題（日文） | 標題（中文） | 劇本    | 分鏡              | 演出           | 作畫監督                 |
| ---- | ------------ | ------------ | ------- | ----------------- | -------------- | ------------------------ |
| 1    |              | 好想一起去…… | 玉井☆豪 | 名和宗則 淺野勝也 | 德本善信       | 小原充                   |
| 2    |              | 請放進去……   | 玉井☆豪 | 山本天志          | 中山敦史       | 齊藤良成 佐佐木貴宏      |
| 3    |              | 啊，痛…      | 玉井☆豪 | 稻垣隆行          | 飯村正之       | 小菅和久                 |
| 4    |              | 裕人的氣味…  | 玉井☆豪 | ところともかず    | ところともかず | 尾崎正幸                 |
| 5    |              | …可以…       | 玉井☆豪 | 吉田英俊          | 松本佳久       | 本多美乃                 |
| 6    |              | 身體，好熱…  | 玉井☆豪 | 山本天志          | 上田繁         | 臼田美夫                 |
| 7    |              | 好像打開了…  | 玉井☆豪 | 安濃高志          | 中山敦史       | 佐佐木貴宏               |
| 8    |              | 給你做…      | 玉井☆豪 | 淺野勝也          | 淺野勝也       | 櫻井親良                 |
| 9    |              | 這是初體驗☆  | 玉井☆豪 | 所俊克            | 所俊克         | 尾崎正幸                 |
| 10   |              | 變成這樣了…… | 玉井☆豪 | 吉田英俊          | 飯村正之       | 小菅和久                 |
| 11   |              | 想去感受……   | 玉井☆豪 | 宮崎なぎさ        | 中山敦史       | 藤原利惠 小原充 神垣彌生 |
| 12   |              | 約定了♪      | 玉井☆豪 | 山本天志          | 所俊克         | 本多美乃 村山公輔        |

#### 播出電視台
日本深夜動畫：下文記載的日本国内播放時間使用日本標準時間（UTC+9）表示。因為部分時間标识會採用30小时制，因此請留意这类超过24:00的时间，其實際播放時間為翌日清晨。
| 電視台    | 系列        | 播放期間                       | 播放時間                              |
| --------- | ----------- | ------------------------------ | ------------------------------------- |
| ytv       | NTV         | 2009年10月5日 - 12月21日       | 星期一 26:14 - 26:44                  |
| TOKYO MX  | UHF         | 2009年10月5日 - 12月21日       | 星期一 26:30 - 27:00                  |
| tvk       | UHF         | 2009年10月6日 - 2009年12月22日 | 星期四 26:15－26:45                   |
| AT-X      | CS放送      | 2009年10月6日 - 2009年12月22日 | 星期二 22:30 - 23:00                  |
| BS-TBS    | BS放送      | 2009年10月7日 - 2009年12月23日 | 星期三 12:00 - 12:30                  |
| Animax HD | 中華電信MOD | 2016年8月31日－9月11日         | 當地每天 21:30－22:00（設有重播時段） |

### OVA(Finale)

#### 主題曲

##### 片頭曲
作詞 - くまのきよみ
作曲 - 渡辺剛:
演唱 - N's（能登麻美子、後藤麻衣、清水香里、植田佳奈、佐藤利奈＋生天目仁美）

##### 片尾曲
作詞 - くまのきよみ
作曲・編曲 - 三浦誠司
演唱 - N's（能登麻美子、後藤麻衣、清水香里、植田佳奈、佐藤利奈＋生天目仁美）

#### 各話標題
| 話數 | 標題（日文） | 標題（中文）          | 劇本    | 分鏡       | 演出   | 作畫監督          |
| ---- | ------------ | --------------------- | ------- | ---------- | ------ | ----------------- |
| 1    |              | 又創造出了美好的回憶♪ | 玉井☆豪 | 山本天志   | 所俊克 | 本多美乃 小菅和久 |
| 2    |              | 最喜歡你了☆           | 玉井☆豪 | 宮崎なぎさ | 所俊克 | 櫻井司 尾崎正幸   |
| 3    |              | 我最喜歡動畫了!       | 玉井☆豪 | 所俊克     | 所俊克 | 森出剛 福島豊明   |
| 4    |              | 只屬於兩個人的、秘密☆ | 玉井☆豪 | 山本天志   | 所俊克 | 本多美乃 小菅和久 |

#### 播出電視台
日本深夜動畫：下文記載的日本国内播放時間使用日本標準時間（UTC+9）表示。因為部分時間标识會採用30小时制，因此請留意这类超过24:00的时间，其實際播放時間為翌日清晨。
| 電視台    | 系列      | 播放期間       | 播放時間             |           |           |
| OVA 第1話 | OVA 第1話 | OVA 第1話      | OVA 第1話            | OVA 第1話 | OVA 第1話 |
| --------- | --------- | -------------- | -------------------- | --------- | --------- |
| 東京都    | TOKYO MX  | 2012年8月16日  | 星期四 25:00 - 25:30 |           |           |
| 日本全域  | AT-X      | 2012年8月19日  | 星期日 25:00 - 25:30 |           |           |
| OVA 第2話 |           |                |                      |           |           |
| 日本全域  | AT-X      | 2012年10月7日  | 星期日 21:00 - 21:30 |           |           |
| 東京都    | TOKYO MX  | 2012年10月10日 | 星期三 27:00 - 27:30 |           |           |
| OVA 第3話 |           |                |                      |           |           |
| 東京都    | TOKYO MX  | 2012年10月27日 | 星期六 27:30 - 28:00 |           |           |
| 日本全域  | AT-X      | 2012年10月28日 | 星期日 21:00 - 21:30 |           |           |
| OVA 第4話 |           |                |                      |           |           |
| 東京都    | TOKYO MX  | 2012年11月24日 | 星期六 27:30 - 28:00 |           |           |
| 日本全域  | AT-X      | 2012年11月25日 | 星期日 21:00 - 21:30 |           |           |

## 其他書籍
- 電擊文庫MAGAZINE　Vol.2 2008年7月10、2號刊

被當作是特別贈品的文庫本「電擊文庫完全的一冊，乃木坂春香的秘密」，收錄了──完全是重寫的「像是海港一樣的日記♥」（みなとみらいにっき♥）和潤筆修飾的的兩話。
- 乃木坂春香ガ全テ　2009年11月20日發售

是總括了此部作品由刊行起至2009年年末的原畫兼資料冊，由電撃文庫編集部編修發行。內容包括女主角群（N's）的聲優個別訪談稿、雜誌彩圖、原作小說第1-10集詳盡大綱和小知識統合、角色簡介(附帶動畫組和作者的小感想)、動畫第1季的介紹、第2季回顧簡要和少許製作資料、與原作者五十嵐雄策的訪談、後藤麻衣的特稿等，最後有收錄以美夏為主視角、夏亞親筆插畫的簡單圖文短篇小說。

## 廣播劇CD
乃木坂春香的秘密
MNCA-9023 2008年1月10日 Media Works
1.內容收錄了把小說第一話和第三話更改過後的廣播劇，以及新作的一話。
2.在被限定郵購的初回版本裡附有「乃木坂大明神──葉月特製神籤」及由作者所寫的特典小說『櫻坂葉月的秘密』（對應時點是原作小說第1集第三話，以新晉女僕隊成員的女僕的視點描繪）等特典。

## 遊戲
乃木坂春香的秘密─開始了，角色扮演
1.對應PS2的電玩，由 ASCII·MEDIAWORK 於2008年9月25日發售。故事講述春香等五位女角受邀將於角色扮演比賽『Cos-Love』裡出場比賽、裕人為了讓賽事成功而努力的過程。
2.本作以裕人為第一視角進行。
3.在初回限定版本裡，附有「秘密的唱片」、「秘密的瓶蓋」等等。
乃木坂春香的秘密─同人誌開始了
1.對應PSP的遊戲，是前作《角色扮演》的後續故事。於2010年夏天以分段付費下載的模式發售。故事發生在『Cos-Love』後的兩星期，春香等人受邀成為秋季同人展的工作人員並將要與裕人一起使活動成功順利進行。
2.本作以裕人為第一視角進行。
3.本作將於2010年10月28日發行總合版。

## 註解、參考資料
註解
1. ↑  電擊15週年祭典，以及web廣播劇第一回播放公佈。
2. ↑  原話是被收錄在原作第三集的第十二話。

參考資料
- 《乃木坂春香的秘密》系列小說

1. ↑  台灣Animax臉書 （页面存档备份，存于），2016/12/20閱覽
2. ↑  台灣Animax臉書 （页面存档备份，存于），2016/12/20閱覽
3. ↑  . ASCII Media Works.   [2013年4月27日]. （原始内容存档于2007年12月13日） （日语）.
4. 1 2   [Home Game Development Record]. Vridge.   [2013年4月14日]. （原始内容存档于2013年7月9日） （日语）.
5. ↑  . ASCII Media Works. 2008-03-28  [2013年4月20日]. （原始内容存档于2012-10-26） （日语）.

## 外部連結
- 原作官方網站（日語）
- 動畫官方網站 （页面存档备份，存于）（日語）
- 在日本讀賣電視設立的動畫官方網站 （页面存档备份，存于）（日語）
- PS2遊戲官方網站 （页面存档备份，存于）（日語）